# Dunele marine de la Agigea
Dunele marine de la Agigea alcătuiesc o arie protejată de interes național ce corespunde categoriei a IV-a IUCN (rezervație naturală de tip botanic), situată în județul Constanța, pe teritoriul administrativ al comunei Agigea.

## Localizare
Aria naturală se află în Dobrogei, în Podișul Medgidiei, în extremitatea central-estică a județului Constanța (pe litoralul românesc), pe teritoriul estic al satului Agigea.

## Descriere

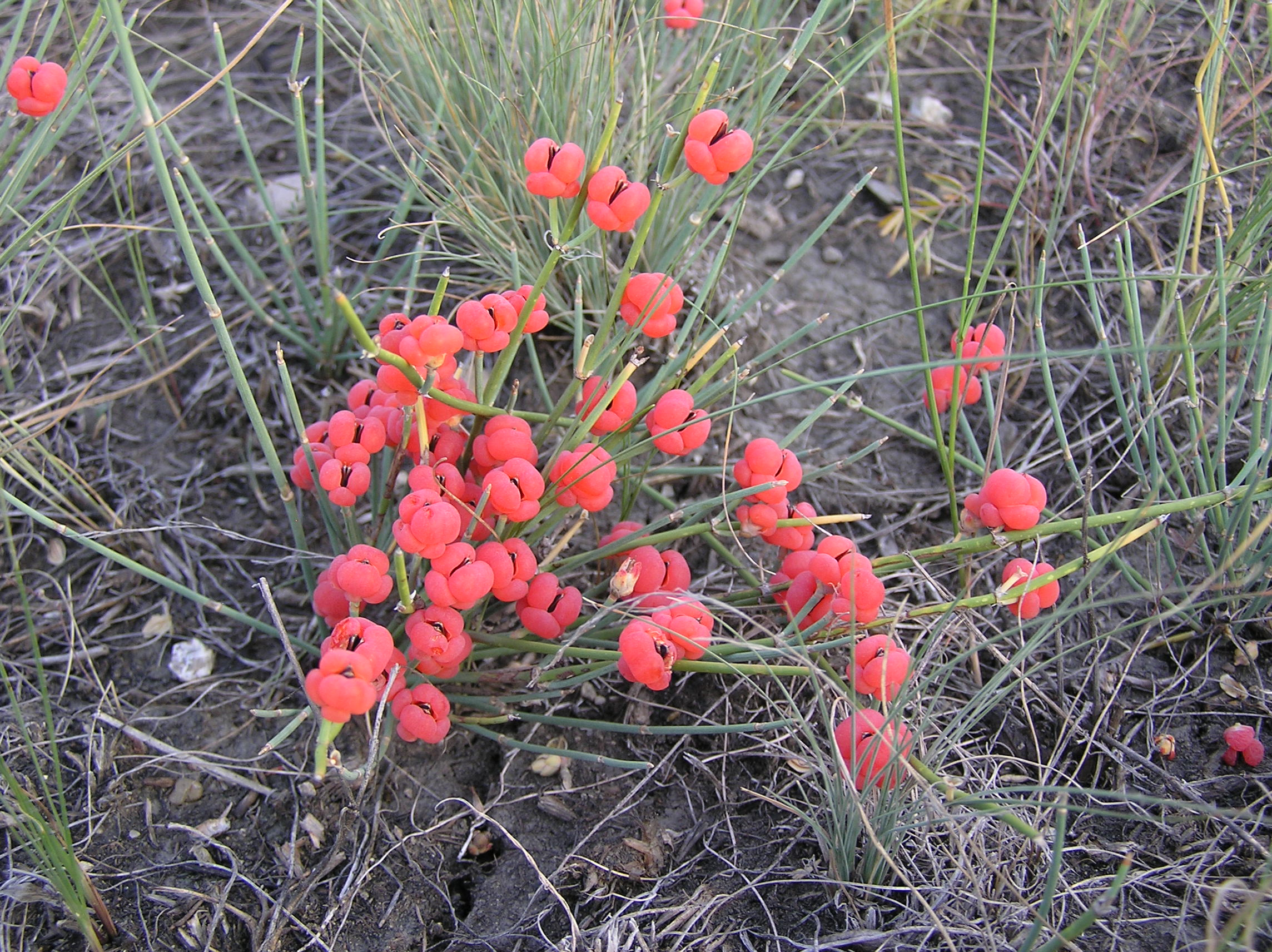
Cârcel (Ephedra distachya)

Rezervația naturală a fost declarată arie protejată prin Legea Nr.5 din 6 martie 2000, publicată în Monitorul Oficial al României, Nr.152 din 12 aprilie 2000 (privind aprobarea Planului de amenajare a teritoriului național Secțiunea a III-a - zone protejate) și se întinde pe o suprafață de 25 hectare.
Aria naturală reprezintă o zonă (de interes botanic) a litoralului românesc, cu dune de nisip fixate la sol de specii vegetale termofile, cu faună caracteristică zonelor aride (stepă dobrogeană) și elemente floristice constituite din asociații de plante vasculare. 
În arealul rezervației naturale au fost semnalate mai multe plante rare cu specii de: ciucușoară de nisip (Alyssum borzaeanum, specie aflată pe Lista roșie a IUCN), cârcel (Ephedra distachya), volbură (din specia Convolvulus persicus), coșaci de nisipuri (Astragalus varius) sau varză de mare (Crambe maritima). 